# Кищук, Владимир Юрьевич
Владимир Юрьевич Кищук (22 февраля 1956 — 18 февраля 2014) — активист Евромайдана, Герой Небесной Сотни. Герой Украины (2014, посмертно).

## Биография
Родился в Запорожской области, однако проживал в Дымере Киевской области. В 1964 году пошел во второй класс Дымерской восьмилетней школы. Закончив восемь классов, поступил в Киевский СПТУ, где получил профессию сварщика. Служил в рядах советской армии в Белоруссии, в танковых войсках.
По словам племянницы, был патриотом Украины, возил на Майдан лекарства и продукты.

## На Майдане
18 февраля прибыл в Киев в 8 часов, до 14 часов с ним была связь, старшая дочь разговаривала с ним по телефону. После этого на звонки не отвечал. Около 19.00 семья узнала о гибели Владимира. При себе он имел водительские права.
Младшей дочери Владимира Кищука 11 лет. Младшая дочь Оля с отцом на Майдане была раньше и знает, за что папу убили: «За всех людей, которые верят в то, что мы войдем в Евросоюз». По словам старшей дочери, «Он перезвонил с Майдана, очень счастлив был; говорит, я — на Майдане, отстаиваю наши права».
Владимир погиб 18 февраля одним из первых после столкновений возле Верховной Рады, не дожив 4 дня до своего 58-летия. Снайпер сверху выстрелил ему в голову.

## Память
В последний путь Владимира Кищука провожали несколько сотен майдановцев. 
- Звание Герой Украины с вручением ордена «Золотая Звезда» (21 ноября 2014, посмертно) — за гражданское мужество, патриотизм, героическое отстаивание конституционных принципов демократии, прав и свобод человека, самоотверженное служение Украинскому народу, обнаруженные во время Революции достоинства[1].
- Медаль «За жертвенность и любовь к Украине» (УПЦ КП, июнь 2015) (посмертно)[2].